# 英格 (明尼蘇達州)
英格（英語：Inger）是位於美國明尼蘇達州艾塔斯卡縣的一個普查規定居民點。

## 人口
根據2020年美國人口普查的數據，英格的面積為4.94平方千米，當中陸地面積為4.86平方千米，而水域面積為0.08平方千米。當地共有人口200人，而人口密度為每平方千米40.49人。